# Рекламный щит

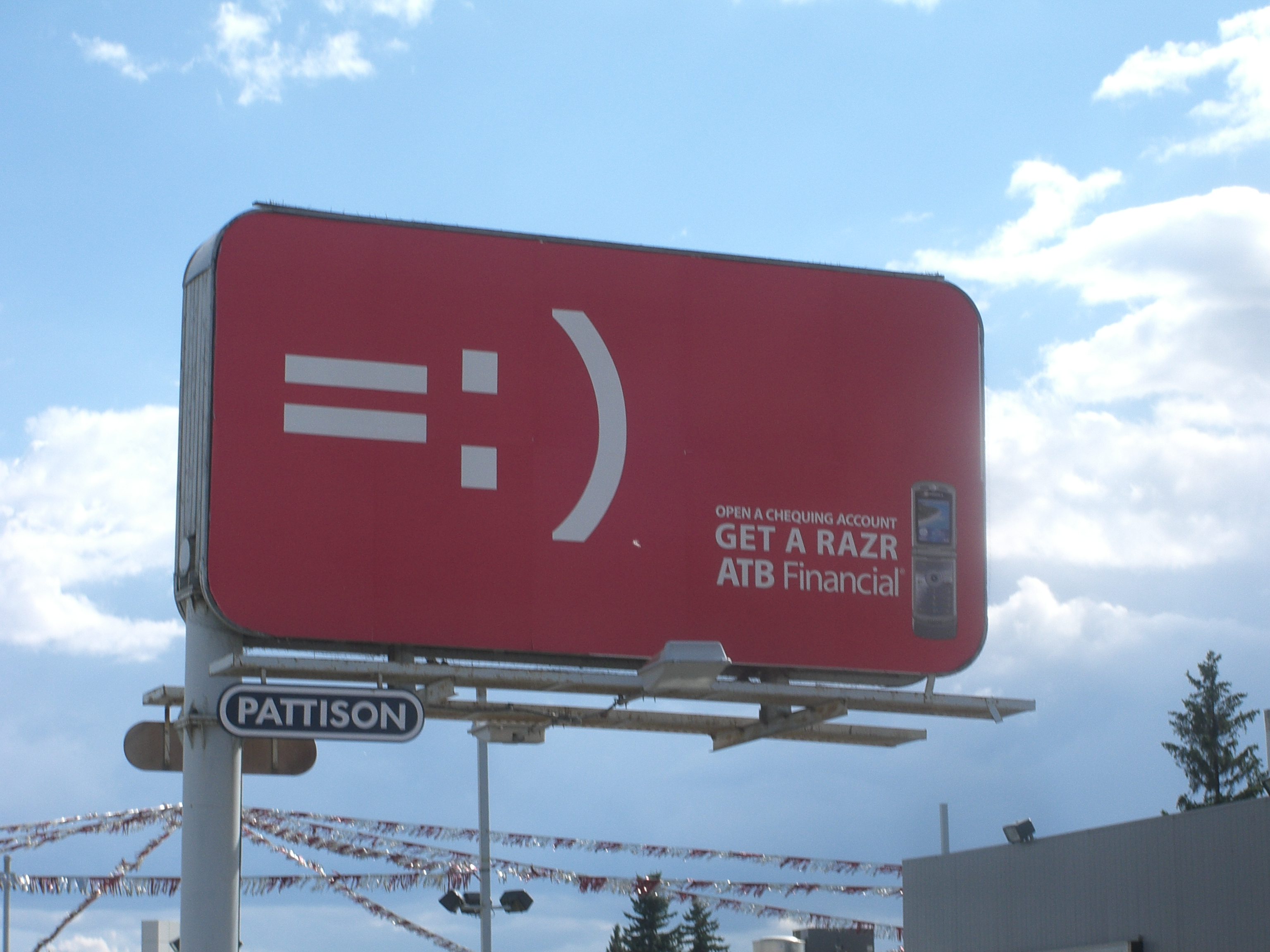
Рекламный щит

Рекламный щит (также билбо́рд от англ. billboard; бигбо́рд от англ. big + англ. board — «большая доска») — щит большого размера для размещения наружной рекламы, устанавливаемый вдоль трасс, улиц и в других многолюдных местах. Щит представляет собой раму, обитую листами оцинкованной стали или фанеры, покрытую атмосфероустойчивыми составами, закреплённую на опоре.

## История
Рекламные щиты появились в США в начале XX века и они были связаны с рекламой пены для бритья Аллена Оделла в Миннесоте.
К 20-м годам XX века всё больше людей в США стали приобретать автомобили, выезжать на них за город. Это стало причиной увеличения рекламных щитов в размерах (так как увеличилась скорость передвижения) и установки их вдоль дорог.
В странах бывшего СССР рекламные щиты стали появляться по мере развития рыночных отношений и необходимости в условиях конкуренции рекламировать свой товар.

## Место под конструкцию
Для получения места под щит оператор наружной рекламы обращается к властям за разрешительными документами и проходит череду согласований со службой городской рекламы, с муниципалитетом, ГИБДД, коммунальными службами и т. д. За размещение рекламного щита государство взимает налог.

## Скандалы
Скандальную известность приобретают интерактивные рекламные щиты, на которых начинают демонстрировать порно (например, в Макати 22 марта 2018 года).

## Классификация
Щиты можно классифицировать по различным признакам: количество сторон, несущих полезную информацию (одно-, двух-, 3-сторонние, реже 4-сторонние), взаимное положение этих сторон (плоские, V-образные, треугольные), размер рекламного поля (обычно 6×3 метра; в США используются большие форматы — до 18,1×6,1 м), по конструкции (разборные, т. н. «трансформеры» и неразборные).
Также у щита обычно две стороны:
- А — обращена к наблюдателю лицевой стороной (в случае, если рекламный щит расположен справа от дороги);
- Б — обращена к наблюдателю обратной стороной (в случае, если щит расположен слева или посередине дороги).

Как правило, размещение на стороне «А» обходится рекламодателю дороже.